# Кубок РСФСР по хоккею с шайбой 1956
Шестой розыгрыш Кубка РСФСР по хоккею с шайбой снова был проведён по классической схеме. Победитель получал право сыграть в Кубке СССР текущего сезона.

## Список участников
| Известные участники |
| --- |
| - «Авангард» Омск - «Буревестник» Киров - «Буревестник» Саратов - «Буревестник» Тюмень - «Динамо» Воронеж - «Динамо» Тула - «Зенит» Загорск - «Крылья Советов» Новосибирск - «Крылья Советов» Раменское - «Крылья Советов» Тушино - «Металлург» Каменск-Уральский - «Металлург» Сталинск - «Спартак» Барнаул - «Спартак» Иркутск - «Торпедо-2» Горький - ДК им. К.Маркса-2 Электросталь - ДО Свердловск - ДО Чкалов - ? Калинин - ? Миасс - ? Павловский Посад - ? Пенза |

## 1/16 финала
| 15.01.1956 | ДО Чкалов                     | «Буревестник» Саратов          | 7:2  |
| 15.01.1956 | «Динамо» Тула                 | «Динамо» Воронеж               | 2:5  |
| 15.01.1956 | «Крылья Советов» Тушино       | ДК им. К.Маркса-2 Электросталь | 4:3  |
| 15.01.1956 | «Буревестник» Киров           | «Торпедо-2» Горький            | 4:8  |
| 15.01.1956 | «Спартак» Иркутск             | «Металлург» Сталинск           | 9:7  |
| ??.01.1956 | «Металлург» Каменск-Уральский | ДО Свердловск                  | 1:22 |

## 1/8 финала
| 15.01.1956 | «Буревестник» Тюмень       | «Крылья Советов» Новосибирск | 3:10 |
| 15.01.1956 | «Спартак» Барнаул          | «Авангард» Омск              | 6:4  |
| 15.01.1956 | «Крылья Советов» Раменское | «Зенит» Загорск              | 2:4  |
| 22.01.1956 | «Динамо» Воронеж           | ? Калинин                    | 5:3  |
| 24.01.1956 | «Торпедо-2» Горький        | ? Пенза                      | 24:1 |
| ??.01.1956 | «Крылья Советов» Тушино    | ? Павловский Посад           | 8:0  |
| ??.01.1956 | ДО Свердловск              | ? Миасс                      | 12:3 |
| ??.01.1956 | ДО Чкалов                  | «Спартак» Иркутск            | ?    |

## 1/4 финала
| 29.01.1956 | ДО Свердловск     | ДО Чкалов                    | 20:4 |
| 29.01.1956 | «Спартак» Барнаул | «Крылья Советов» Новосибирск | 4:8  |
| 29.01.1956 | «Динамо» Воронеж  | «Торпедо-2» Горький          | 1:7  |
| 01.02.1956 | «Зенит» Загорск   | «Крылья Советов» Тушино      | 2:7  |

## 1/2 финала
| 05.02.1956 | «Крылья Советов» Тушино | «Торпедо-2» Горький          | 2:5 |
| 08.02.1956 | ДО Свердловск           | «Крылья Советов» Новосибирск | 4:5 |

## Финал
| 27.02.1956 | «Крылья Советов» Новосибирск | 4:5 (?:?, ?:?, 0:2, 0:1) | «Торпедо-2» Горький | Стадион «Динамо», Омск |

| Отчёт | Отчёт      | Отчёт   | Отчёт              | Отчёт |
| ----- | ---------- | ------- | ------------------ | ----- |
|       |            |         |                    |       |
|       | неизвестно | Вратари | Виктор Коноваленко |       |
|       |            |         |                    |       |
|       |            |         |                    |       |
|       |            |         |                    |       |
|       |            |         |                    |       |
|       |            |         |                    |       |
|       |            |         |                    |       |
|       |            |         |                    |       |